# 菩提达摩
菩提达摩（羅馬化：Bodhidharma，[boːd̪ʱid̪ʱɐɽmɐ]，382年—536年），又作菩提達磨，簡稱達摩，為南天竺、波斯人，經海路将大乘佛教禪宗带入中國，為中國禪宗之開創者，被尊稱為達摩祖師、「東土第1代祖師」，並與寶誌禪師、傅大士合稱梁代3大士。
據說達摩在南北朝時來到南朝梁，梁武帝曾遣使者迎入金陵，但他和梁武帝話不投機。傳說達摩轉投北魏少室山少林寺面壁閉關，並撰有《少室六門集》，不過近世學者認為其中僅有《二入四行論》為達摩親傳，且達摩未必到過少林寺。民間傳說达摩是少林武術瑰寶《易筋經》、《洗髓經》、少林七十二绝技创造者，所以江湖幫派（如洪門、青幫等）、跌打師傅、少林派門人多奉祀其為祖師。達摩的事蹟繁多，是位拥有诸多神妙传奇的人物。

## 名稱意義
菩提（Bodhi）本意为“觉悟”、“至高知識”，达摩（梵語：Dharma，巴利語：Dhamma）本义则有“佛法”（Dharma）、教義（Dhammapada）、自然、事實（dhammasanantana）、規格、道德（Dhammajivina），“菩提达摩”四字意譯為覺法。

## 身世師承

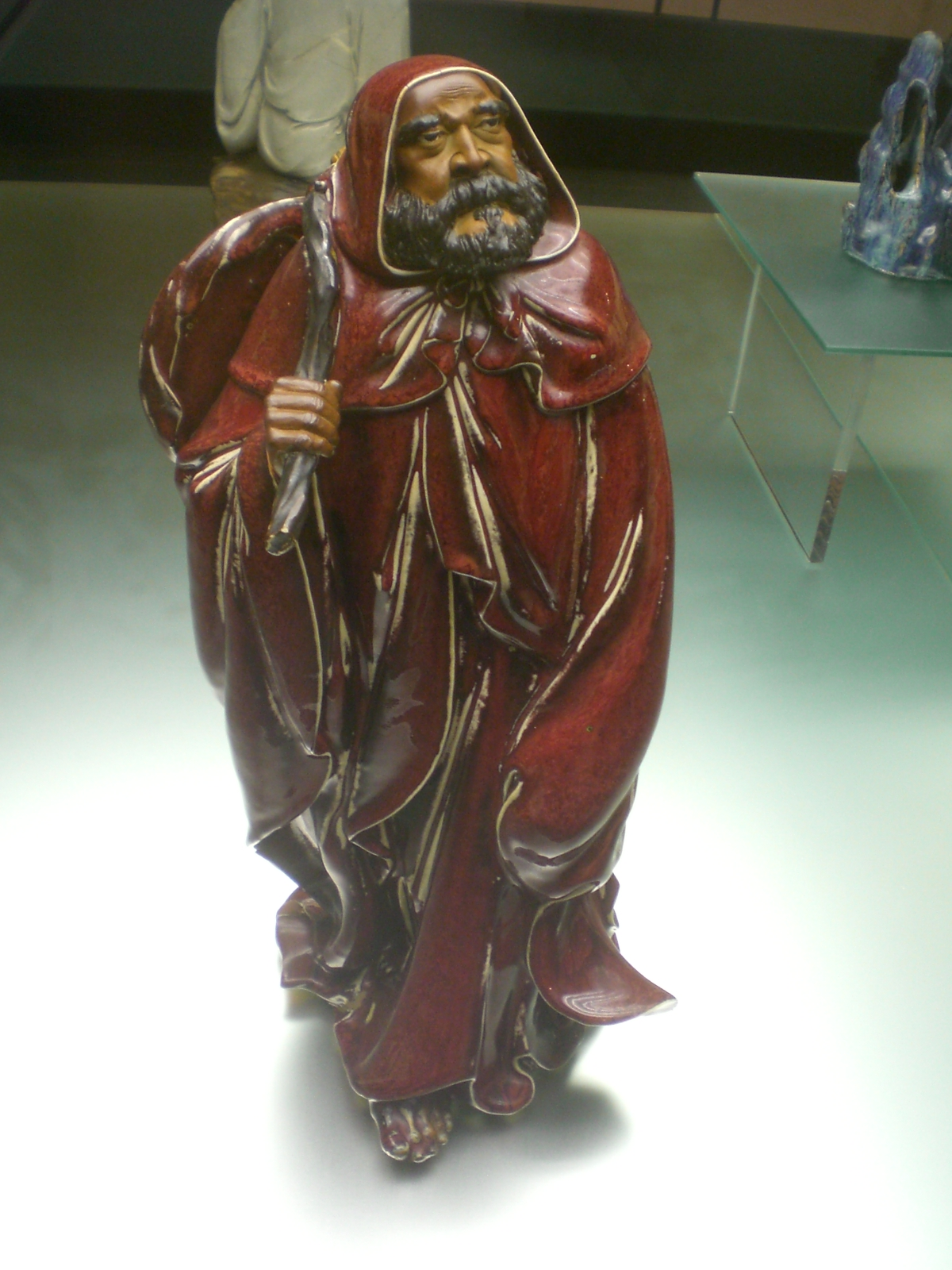
達摩塑像

達摩的身世，後世傳說甚多。弟子曇琳指出達摩原是南天竺國國王的第三个儿子，後出家為僧。但北魏人楊衒之所作《洛陽伽藍記》則記載他是西域波斯國人。
达摩被禪宗尊為释迦牟尼第二十八代弟子，同时是天竺禅宗二十八代祖师。
傳說达摩曾问师父得到其真谛之后該去何处传教，师傅吩咐他去中國，但告诉他不要去南方，因為南方君主好大喜功，无法领悟佛教真谛。
達摩在南北朝劉宋（西元470年－478年）年間，乘船來到中國南越地方（今廣州），屬於南天竺一大乘空宗。菩提達摩以四卷本《楞伽經》傳授徒眾，由於達摩至神秀皆重視此經，而被後來的學者稱為楞伽師。除《楞伽經》之外，達摩也相當重視《般若經》、《維摩詰經》，釋印順推測可能與他曾在江南一帶生活，受到江南佛教的影響所致。

## 渡江面壁
之後他北渡北魏，「遊化嵩洛」，教授禪法。他所傳授的禪法，在當時受到很大的爭議，主要的門徒只有道育、慧可、曇林等人。
傳統上認為，达摩自海路來到中國後，闻说梁武帝信奉佛法，于是至金陵（今江苏南京）与其谈法。梁武帝是笃信佛教的帝王，他即位以后建寺、抄经、度僧、造像甚多，是以询问达摩：“我做了这些事有多少功德？”达摩却说：“无功德”。武帝又问：“何以无功德？”达摩说：“此是有为之事，不是实在的功德。”武帝不能理解。因雙方理念不合，达摩即渡江入魏（“一苇渡江”之傳說來源），止於嵩山少林寺，於寺中面壁九年，称“壁观婆罗门”。 民間則相信達摩在石洞留下至高無上武學《易筋经》和《洗髓经》。
不過《續高僧傳》和《楞伽師資記》等文獻中均無菩提達摩會晤梁武帝的記載，胡適也在《菩提達摩考》和《書菩提達摩考後》兩篇文章中引用《續高僧傳》說明，達摩來華最遲在劉宋滅亡（479年）以前，此時梁朝還未建立。

## 思想
據唐朝淨覺的《楞伽師資記》，曇林把達摩的言行集為一卷，名為《達摩論》，內容是二入四行；而達摩又為坐禪眾解釋《楞伽》要義，亦名為《達摩論》。
相傳為達摩所作的《少室六門》，已知最早版本是日本鎌倉末期五山版，不知由何人編集而成，分為《心經頌》、《破相論》（一名《觀心論》）、《二種入》（二入四行論）、《安心法門》、《悟性論》、《血脈論》六門。據近世考證，僅《二入四行論》確定為達摩親傳，其他五種存疑，如《心經頌》，是用玄奘所譯心經之頌文，《破相論》即是《觀心論》，其撰者被認為是北宗禪神秀。不過，柳田聖山認為《二種入》、《安心法門》，算是同一作品。
另有敦煌出土的《絕觀論》、《無心論》、《南天竺菩提達摩禪師觀門》以及《二入四行論長卷子》，這些著作或是達摩所作，或是達摩後學所撰而被冠上達摩之名，如《絕觀論》被認為是法融所作。

### 二入四行論

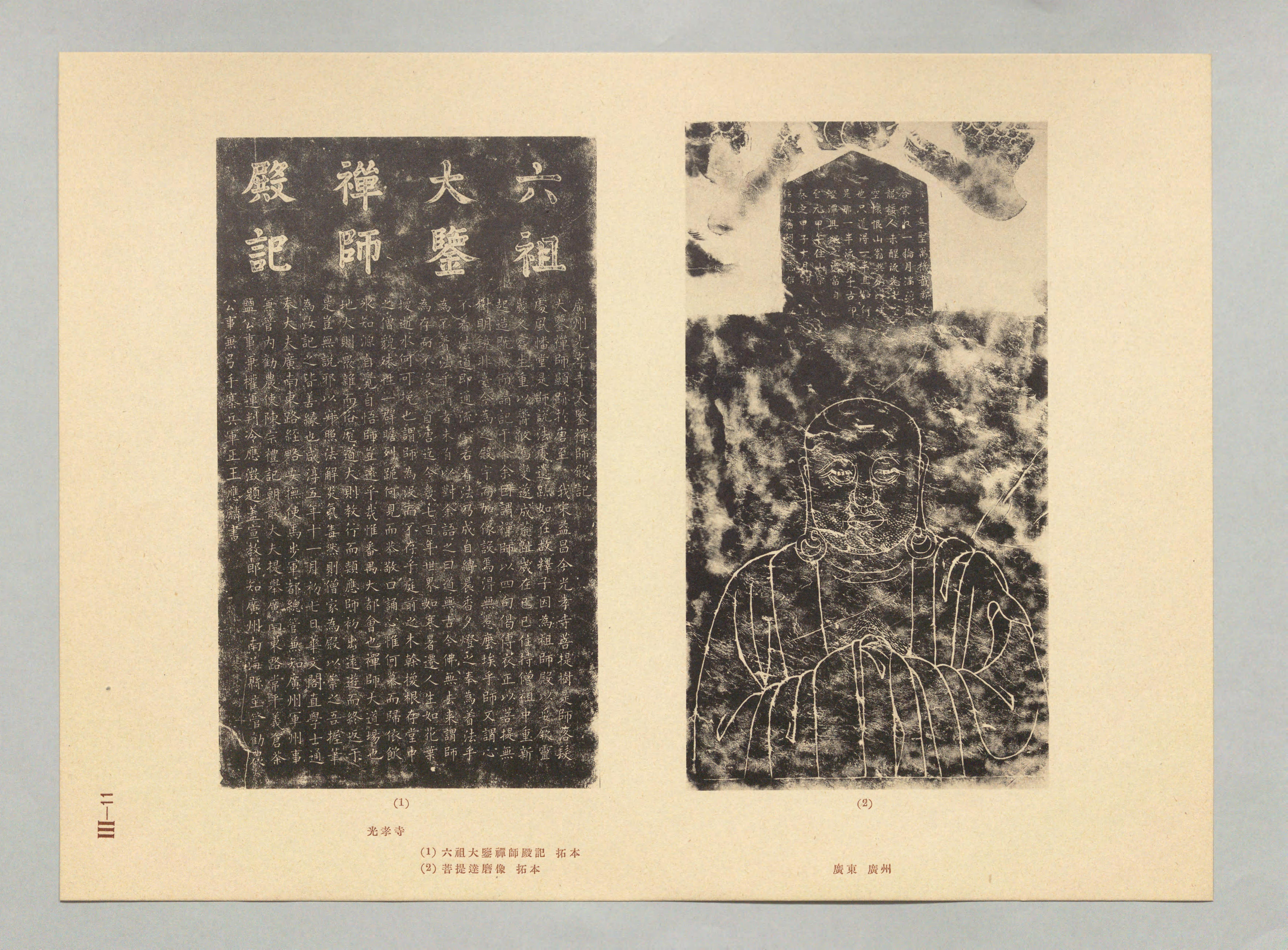
廣州市光孝寺內的《六祖大鑒禪師殿記》拓本及《菩提達摩像》拓本。

本論相傳由達摩口述，並由其弟子曇林紀錄、作序，《續高僧傳》、《楞伽師資記》、以及近世學者胡適、釋印順等皆認同此篇為達摩親傳
本論指出大乘佛法不外乎理入（悟理）、行入（修行）兩條途徑，亦即了悟道理並落實於生活中，以求消除積習、修至究竟圓滿。其中理入的重點在於了解、深信「含生同一真性，但為客塵妄覆，不能顯了」（如來藏思想），願意「捨妄歸真」、「凝住壁觀」，保持心如牆壁般安住、不加辨別、不為外緣所動，以達「與真理冥符，無有分別，寂然無為」之境界。
行入包含「報怨行、隨緣行、無所求行、稱法行」四種。前三者是「順物」，即本著自悟的境地，無怨憎，不憍侈、不貪著，而做到自他無礙，皆大歡喜；稱法行是以無所得為「方便」（方法），不執著相地實踐六度波羅密自利利他，從而銷融妄想習氣、證成道果。

## 公案軼事
南北朝時期，印度東渡於中土的高僧，菩提達摩的一段佛教公案。菩提達摩聽說梁武帝信奉佛法，於是前往金陵（今南京）與他相談佛法。但雙方卻是話不投機的，賓主不歡而散。 
就在《歷代法寶記》與《碧巖錄》皆有記載了：菩提達摩受梁武帝之應請，雙方在金陵和武帝的對話：梁武帝虔誠篤信佛教，即位以後從事於建寺、抄寫經文、供養僧人無數、造像甚多，因而請示達摩︰「我做了這些事有多少功德？」達摩卻說︰「並無功德。」武帝又問︰「何以並無功德？」達摩說︰「此是有為之事，屬人天乘果，不是實在的功德。」武帝接著問：「如何是真功德？」達摩回答：「淨智妙圓，體自空寂，如是功德，不以世求。」
達摩與梁武帝兩人會晤的不順利，並沒有讓菩提達摩失去信念，達摩毅然決定渡江北上弘法，天色漸晚，浩翰的江面不見來往的舟船，達摩面對西方雙手合十，喃喃說道：「我之西來，深有密意，法若無生，我願沉江，法若得興，天助我也。」
接著，菩提達摩摘了一根蘆葦拋投於江流之中，自即撩起了僧袍，站立於蘆葦之上，直向於江心駛去，一身飄然過江。達摩於渡江後來至洛陽，入嵩山少林寺，面壁靜坐長達九年。

## 聖跡

### 河南
- 少林寺，相傳為祖師面壁禪修之處，留有許多相關建築如立雪亭、達摩洞、初祖庵等。

### 南京
- 雨花台高座寺，相传达摩祖师在此听主持神光讲法，摇头不以为然，神光诧异，后追随至少室山，雪中断臂求法，终成禅宗二祖慧可。
- 长江边上幕府山下有达摩洞，相传是达摩“一苇渡江”前休憩之处；
- 江北六合區长芦镇有“长芦寺”遗址，为纪念达摩祖师一苇渡江所建，历朝历代屡废屡建，现正异地复建中；
- 江北浦口區有「定山寺」遗址，为达摩一苇渡江后的第一个驻锡的寺院，有“达摩岩”等遗迹，作为禅宗祖庭比少林寺还要早。该寺现正在重建中。

### 重慶
- 菩提寺，《長壽縣誌》記載祖師曾到此弘法，目前建有菩提聖燈、達摩道場、達摩塔、袈裟石、說法石、達摩伏虎、達摩洞等。

### 广州
- 广州市上下九古为珠江码头，现为繁华步行商业街，其中华林正街内有“达摩祖师西来登岸处”石碑，并有千年古刹“华林寺”（初名“西来庵”），相传为达摩所建。寺内的石塔中藏有21颗释迦佛的真身舍利。
- 光孝寺内有達摩“洗钵泉”，俗称“達摩井”。

### 雲南
- 达摩祖师洞，相傳達摩祖師在此面壁修行。

## 信仰

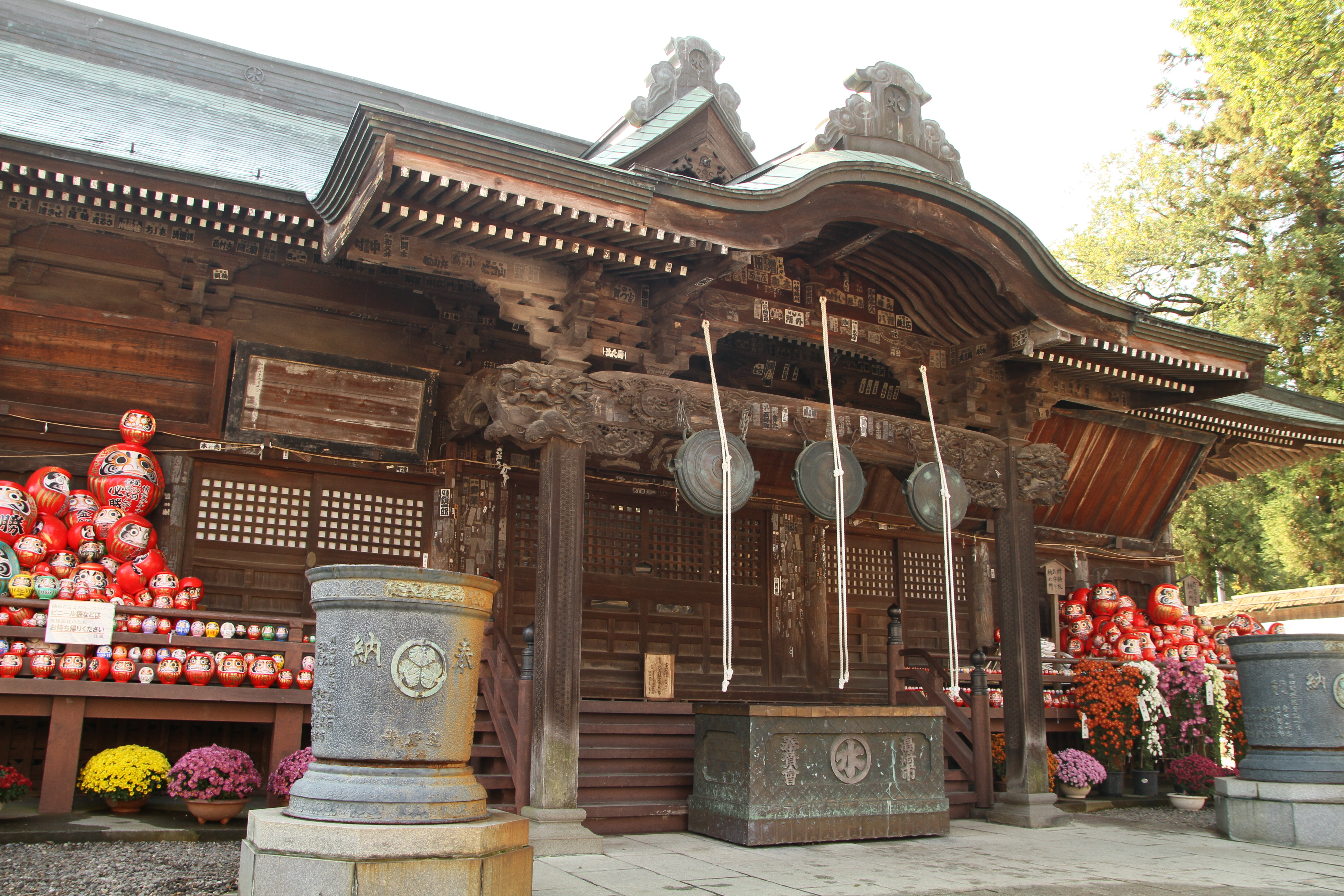
高崎達磨寺是達摩玩偶的發祥地

### 佛寺
禪宗後人常於寺院禪堂（僧人修習禪定之處）、祖師堂內供奉達摩祖師，例如廣州華林寺、臺南開元寺等。其他陪祀祖師的佛寺包含中國北京慈善寺、日本京都法輪寺、奈良達磨寺、高崎達磨寺、臺灣新北土城廣承岩寺、新北烏來妙心寺、新竹北區淨業院、桃園大溪齋明寺、雲林崙背慈惠寺、嘉義大埔達磨禪直指心園、臺南北區大觀音亭、臺南中西區重慶寺、臺南東區彌陀寺、臺南佳里善行寺:16-119、臺南白河大仙寺:16-221、高雄阿蓮超峰寺、新超峰寺、龍湖庵、蓮峰寺、花蓮玉里玉泉寺等。
此外另立佛寺紀念者，例如河南初祖庵、南投中寮無心山禪寺、臺南白河善知院、花蓮吉安天竺山金龍寺等。

### 民間信仰

#### 臺灣
臺灣民間信仰主祀祖師之廟宇包括臺北木柵石軍巖、臺北萬華𧊀蚋達摩寺、新北瑞芳達玄宮、臺南中西區正德堂、臺南永康蕭德寺、高雄左營紫玄宮、高雄大樹龍目祖師府、宜蘭員山枕山伏聖宮、臺東市濟化堂等，其中亦有由跌打師傅、練武人士所建造祭祀者，如新北淡水保安堂、彰化花壇達摩卦山少林寺、北港老塗獅達摩祖師會、宜蘭羅東雷雄寺、臺東市鴻海堂等。
臺灣同祀祖師之廟宇則有新北淡水金福宮、臺北大同區大稻埕霞海城隍廟、新北新莊慈祐宮、新竹市東區竹蓮寺、苗栗竹南全天宮:163、苗栗竹南普濟寺:179、雲林西螺廣興宮、雲林北港代天府、雲林北港後溝聖平宮（與太祖仙師、白鶴仙師一同奉祀）、臺南北區龍虎寺、臺南中西區開基永華宮、臺南新營中山大禪寺、臺南仁德九肉北極殿:16-79、臺南仁德一甲忠義宮、臺南後壁上茄苳顯濟宮:16-198、高雄楠梓援中港清水巖、嘉義六腳港尾寮代天府（奉祀大仙翁仔）、高雄鳳山五甲協善心德堂、高雄鳳山五甲龍英府、屏東市玉皇宮、屏東崁頂力社北院廟、宜蘭頭城石觀音寺、宜蘭蘇澳玄揚慈惠堂、臺東鹿野寶華山慈惠堂等。亦有部分廟宇將祖師列為十八羅漢之一，如前述臺南大觀音亭、臺南北區開基天后宮等。

#### 香港
觀塘秀茂坪聯光佛堂、新界清德堂達摩祖師廟主祀祖師，由廣東省汕尾市海豐及陸豐移民建造。